# رشته قنات شرف‌آباد
رشته قنات شرف آباد مربوط به سده‌ها متاخر دوران‌های تاریخی پس از اسلام است و در شهرستان پاسارگاد، بخش مرکزی، شمال شرق شهر سعادتشهر، تنگ سعادتشهر، منطقه‌ای آغل کمر تا وسط واقع شده و با شمارهٔ ثبت ۲۶۶۳۳ به‌عنوان یکی از آثار ملی ایران به ثبت رسیده است.